# Gara Vișeu Bistra
Gara Vișeu Bistra este o stație de cale ferată care deservește Bistra, județul Maramureș, România. Situată pe Linia 409, linie secundară a Magistralei CFR 400, este una din cele două gări din comuna Bistra, cealaltă fiind Gara Valea Vișeului din satul Valea Vișeului.

## Istoric
Satul Bistra a fost legat la rețeaua de cale ferată în 1913, odată cu inaugurarea liniei de cale ferată Visóvölgy (Valea Vișeului) – Alsóvisó (Vișeu de Jos) – Borsa (Borșa). Pornind din localitatea Valea Vișeului (în maghiară "Visóvölgy"), din linia Máramarossziget (Sighetu Marmației) – Barnabás (Kostîlivka/Berlebaș) – Kőrösmező (Iasinia/Frasin) – Stanislau (Ivano-Frankivsk) pusă în funcțiune în 1895, a fost construită o cale ferată cu ecartamentul normal (1 435 mm) de-a lungul râului Vișeu prin Vișeu de Jos (în maghiară "Alsóvisó", în germană "Unterwischau") și Vișeu de Sus (în maghiară "Felsővisó", în germană "Oberwischau") către Borșa (în maghiară "Borsa", în germană "Borscha"). La sfârșitul Primului Război Mondial, partea de sud a comitatului Maramureș a devenit parte componentă a României, în timp ce partea de nord a ajuns pe teritoriul Cehoslovaciei. Frontiera a fost astfel trasată, încât traseul liniei Valea Vișeului – Borșa s-a aflat în întregime pe teritoriul României. Ca urmare a stabilirii acestor noi granițe, linia ferată Debrecen – Satu Mare – Korolevo – Sighetu Marmației a fost împărțită în patru părți: porțiunea de vest de la Debrecen până la Nyírábrány a rămas Ungariei, porțiunea de la Carei la Halmeu a trecut pe teritoriul României, tronsonul de la Diakovo (astăzi Nevetlenfolu) până după Teresva pe teritoriul cehoslovac și cel de după Teresva de la Câmpulung la Tisa la Sighetu Marmației din nou pe teritoriul României. De asemenea, linia ferată Sighetu Marmației – Ivano-Frankivsk a fost împărțită în trei părți: porțiunea de sud de la Sighetu Marmației până după Valea Vișeului a rămas României, porțiunea mediană de la Dilove la Frasin a trecut pe teritoriul cehoslovac și cea de nord de după Frasin la Ivano-Frankivsk pe teritoriul Poloniei. Astfel calea ferată din Județul Maramureș a fost ruptă de restul rețelei feroviare a României. În 1928 s-a încheiat un acord între Polonia, Cehoslovacia și România cu privire la modul de folosire a acestei linii, astfel legătura feroviară dintre Maramureș și restul țării se facea prin teritoriul cehoslovac. În perioada interbelică, guvernul României a intenționat construirea unei căi ferate care să lege nordul Transilvaniei de Maramureș, dar acest lucru nu a putut fi dus până la capăt. În 1940 a fost pusă în funcțiune o cale ferată cu ecartament îngust care pleca de la Telciu și se conecta cu căile ferate din Maramureș în apropiere de Moisei. Ca urmare a celor două dictate de la Viena din martie 1939 și august 1940 liniile ferate Sighetu Marmației – Ivano-Frankivsk, cu excepția porțiunii de nord care a trecut la Uniunea Sovietică iar după 1941 sub controlul autorităților militare germane de ocupație prin Direcția Căilor Ferate de Est Lemberg (în germană "Ostbahndirektion Lemberg"), subordonată Direcției Generale a Căilor Ferate de Est (în germană "Generaldirektion der Ostbahn" Gedob), Debrecen – Sighetu Marmației și Valea Vișeului – Borșa au trecut sub control maghiar pentru o perioadă de câțiva ani. După sfârșitul celui de-al Doilea Război Mondial, granițele din anul 1938 au fost restaurate parțial, însă Ucraina Carpatică nu a mai fost retrocedată Cehoslovaciei, ci a fost inclusă în Uniunea Sovietică. Căile Ferate Sovietice (în rusă "Советские железные дороги" Sovetskie Jeleznîe Doroghi SJD) au schimbat ecartamentul liniilor, porțiunea de cale ferată preluată fiind trecută de la ecartamentul standard (1 435 mm) la ecartamentul larg (1 520 mm). România a primit înapoi partea de sud a Maramureșului (Județul Maramureș interbelic), cu porțiunea de sud a liniei. Deoarece tronsonul de la vest de Sighetu Marmației al căii ferate Debrecen – Sighetu Marmației, în apropierea localității Câmpulung la Tisa, a trecut iarăși pe teritoriul unui stat străin, de această dată cel sovietic, s-a rupt legătura de la Borșa și Valea Vișeului prin Sighetu Marmației către Câmpulung la Tisa cu rețeaua feroviară a României. Din 1947 legătura Maramureșului cu restul țării pe calea feroviară a fost refăcută odată cu reluarea tranzitului prin teritoriul, de acum, sovietic. În 1949 a fost pusă în funcțiune linia Salva – Dealul Ștefăniței – Vișeu de Jos, care a conectat linia de cale ferată Valea Vișeului – Vișeu de Jos – Borșa deschisă în 1913 cu linia de cale ferată Beclean – Salva – Rodna Veche pusă în funcțiune în anul 1890, România a stabilit astfel o legătură a căilor ferate din Maramureș cu restul rețelei sale feroviare, fără a mai fi necesar tranzitarea teritoriului altei țări. Tronsonul între Valea Vișeului – Sighetu Marmației – Câmpulung la Tisa a fost echipat cu patru șine, pentru a putea fi folosit atât de trenurile care circulă pe șine cu ecartament normal, cât și de cele care circulă pe șine cu ecartament larg și este considerat linie de peaj. După destrămarea Uniunii Sovietice în 1991, partea de nord a traseului a fost preluată de Căile Ferate Ucrainene (în ucraineană "Укрзалізниця" Ukrzaliznîția UZ) de la fosta companie feroviară sovietică SJD. Ambele puncte de trecere a frontierei, Valea Vișeului și Câmpulung la Tisa, sunt echipate numai cu șine cu ecartament larg.

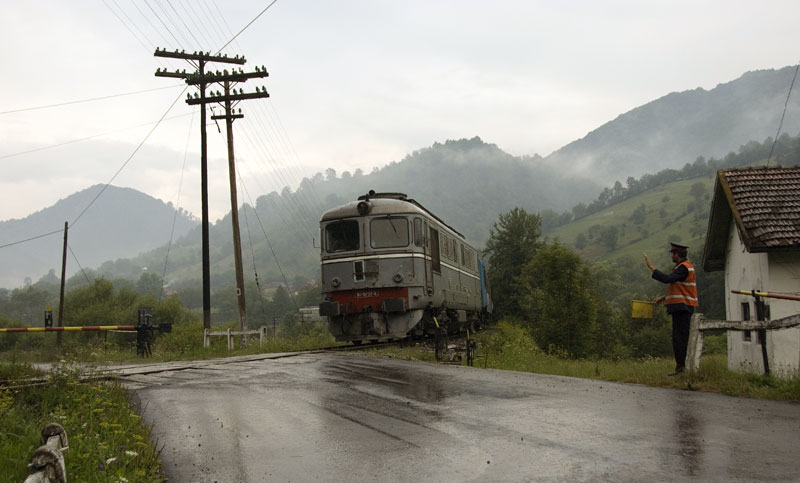
Tren traversând DJ 185 în Bistra spre stația Petrova.
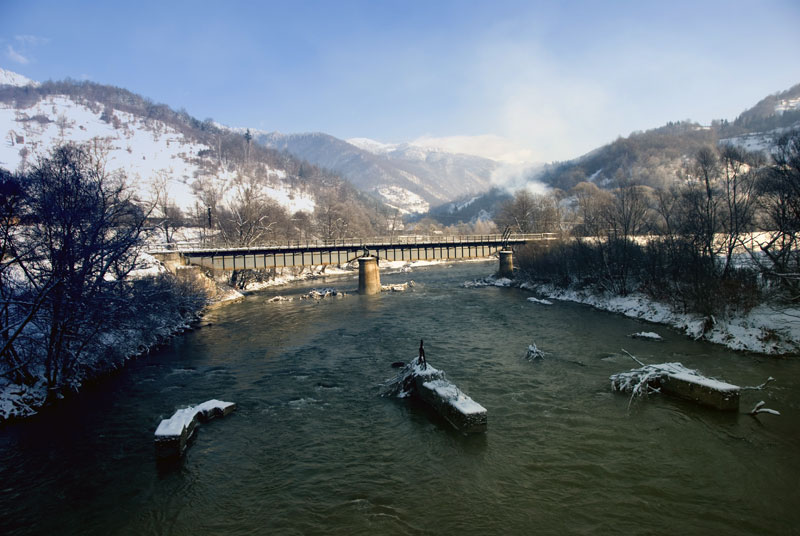
Pod feroviar peste râul Vișeu în Bistra.
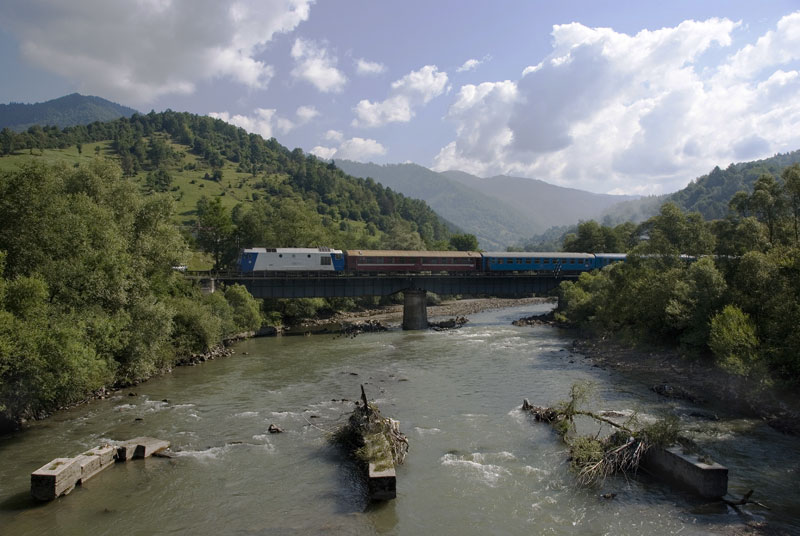
Tren pe podul feroviar peste râul Vișeu din Bistra.

## Gara
Gara Vișeu Bistra este situată în satul Bistra din comuna cu același nume, la 160 m de centrul comunei.
Stația Vișeu Bistra este amplasată pe Linia 409 Salva – Vișeu de Jos – Sighetu Marmației, la kilometrul 84+903 față de stația Salva, respectiv la kilometrul 33+405 față de stația Sighetu Marmației. Stația este dotată cu instalație de centralizare electromecanică CEM.
Calea ferată asigură legătura comunei Bistra pe linii adiacente Magistralei 400 spre Beclean pe Someș și Dej pentru transportul feroviar de călători și marfă. Prin gara Vișeu Bistra trec zilnic trenuri Regio (R) ale operatorului CFR Călători.

## Distanțe față de alte gări din România și Europa

### Distanțe față de alte gări din România
- Vișeu Bistra și Arad (via Cluj-Napoca și Teiuș) - 523 km
- Vișeu Bistra și Baia Mare (via Dej Călători și Beclean pe Someș) - 265 km
- Vișeu Bistra și Beclean pe Someș - 107 km
- Vișeu Bistra și București Nord (via Cluj-Napoca) - 600 km
- Vișeu Bistra și București Nord (via Deda) - 573 km
- Vișeu Bistra și Cluj-Napoca - 190 km
- Vișeu Bistra și Dej Călători - 145 km
- Vișeu Bistra și Episcopia Bihor (via Cluj-Napoca) - 349 km
- Vișeu Bistra și Jibou (via Dej Călători) - 207 km
- Vișeu Bistra și Oradea (via Cluj-Napoca) - 342 km
- Vișeu Bistra și Satu Mare (via Baia Mare) - 325 km
- Vișeu Bistra și Suceava (via Salva) - 322 km

### Distanțe față de alte gări din Europa
- Vișeu Bistra și  Železničná stanica Bratislava-Petržalka (via Arad, Keleti Budapesta și Hauptbahnhof Viena) - 1103 km
- Vișeu Bistra și  Keleti Budapesta (via Arad) - 776 km
- Vișeu Bistra și  Keleti Budapesta (via Oradea) - 599 km
- Vișeu Bistra și  Keleti Budapesta (via Valea lui Mihai) - 653 km
- Vișeu Bistra și  Chișinău (via Suceava și Iași) - 569 km
- Vișeu Bistra și  Kiev Pasajirski (via Suceava) - 1102 km
- Vișeu Bistra și  Kiev Pasajirski (via Teresva, Korolevo, Mukacevo, Batovo, Strîi, Liov, Rivne și Sarnî) - 1018 km
- Vișeu Bistra și  Kiev Pasajirski (via Valea Vișeului, Rahiv, Ivano-Frankivsk, Liov, Rivne și Sarnî) - 910 km
- Vișeu Bistra și  Praha hlavní nádraží (via Arad, Keleti Budapesta, Hauptbahnhof Viena și Brno hlavní nádraží) - 1448 km
- Vișeu Bistra și  Hauptbahnhof Viena (via Arad) - 1038 km
- Vișeu Bistra și  Hauptbahnhof Viena (via Oradea) - 852 km
- Vișeu Bistra și  Hauptbahnhof Viena (via Valea lui Mihai) - 907 km